# DeltaWing
La DeltaWing, chiamata anche NissanDeltaWing, è una vettura da competizione realizzata e progettata da Ben Bowlby, che ha debuttato alla 24 Ore di Le Mans del 2012. 
Costruita dalla All American Racers, la NISMO (divisione sportiva della Nissan) ha fornito il motore in cambio dei diritti di denominazione della vettura per una parte del 2012. La vettura è stata costruita presso la Panoz a Braselton, in Georgia.